# Bastion Peak (Antarktika)
Der Bastion Peak (englisch für Bollwerksspitze, spanisch Pico Bastión) ist ein 1610 m hoher Berg mit einer Eiskappe und felsigen Vorsprüngen an seiner Süd- und Ostflanke an der Foyn-Küste des Grahamlands auf der Antarktischen Halbinsel. Er bildet ein Bollwerk gegen die Geländestufe westlich des Morrison-Gletschers und ragt am Kopfende des Cabinet Inlet auf.
Der Falkland Islands Dependencies Survey kartierte ihn im Jahr 1947 und gab ihm seinen deskriptiven Namen. Luftaufnahmen entstanden ebenfalls 1947 im Rahmen der US-amerikanischen Ronne Antarctic Research Expedition (1947–1948).